# ジム・スタインマン
ジム・スタインマン（Jim Steinman、1947年11月1日 - 2021年4月19日）は、アメリカ合衆国の作詞家、作曲家、歌手、ミュージシャン、プロデューサー。

## 来歴
ニューヨークで東欧系アシュケナジム・ユダヤ人の家庭に生まれた。
1977年、スタインマンが全曲を作詞・作曲したミートローフのアルバム『地獄のロック・ライダー』がリリースされ、アメリカを中心に世界的なヒットとなった。同作品では、トッド・ラングレンがプロデュースを担当している。なお、日本ではヒットには至らなかった。ミートローフの次作『デッド・リンガー』(1981年）までは、スタインマンの楽曲を中心に制作されたが、訴訟などもあり袂を分かつことになった。
1981年には、初のソロ・アルバム『バッド・フォー・グッド』を発表した。この作品は、本来はミートローフのセカンド・アルバムになるはずであったが、ミートローフの喉のコンディションが良くなく、急遽ソロとして出すことになった。同作品からは「Rock And Roll Dreams Come Through」がシングルカットされ、アメリカで小ヒットとなった。
その後、ボニー・タイラーやエア・サプライにも楽曲を提供。タイラーの「愛のかげり」（原題:Total Eclipse of the Heart）」は全米1位の大ヒット、エア・サプライの「渚の誓い」（原題:Making Love Out of Nothing at All）も全米2位のヒットで、2曲で3週にわたりビルボードの1位、2位を独占。さらに1984年の映画『ストリート・オブ・ファイヤー』に収録されたファイヤー・インクの「今夜は青春」も評判となる。
1989年には、ロック・オペラ『Original Sin』を発表。タイトル曲は後に映画『シャドー』の主題歌としてテイラー・デインによって歌われ、後にセリーヌ・ディオンにカヴァーされて大ヒットする「イッツ・オール・カミング・バック・トゥ・ミー・ナウ」も収録されている。なお、この「イッツ・オール・カミング・バック・トゥ・ミー・ナウ」のPVはケン・ラッセル監督によって撮られたことでも知られ、2006年には発売25周年記念でリリースされたDVD付きの特別盤で見ることができる。
1993年には、ミートローフと再タッグを組み、『地獄のロック・ライダーII〜地獄への帰還』（原題:Bat Out of Hell II: Back into Hell)を作成。スタインマンが全曲作曲及びプロデュースした本作は、全米1位の大ヒット。シングル「愛にすべてを捧ぐ」（原題:I'd Do Anything for Love (But I Won't Do That))は、アメリカを含む世界28カ国で1位を獲得。12分に及ぶ超大作で、スタインマンの傑作の一つでもあり、ミートローフはこの曲でグラミー賞最優秀男性ロック・ボーカル・パフォーマンス賞を受賞している。
スタインマンは、セリーヌ・ディオンのアルバム『FALLING INTO YOU』（1996年）のプロデュースに参加して、同アルバムの制作者の1人としてグラミー賞最優秀アルバム賞を受賞した。
2012年、ソングライターの殿堂入りを果たした。
2021年4月19日、コネチカット州ダンベリーの病院にて腎不全により死去。73歳没。

## ディスコグラフィ

### スタジオ・アルバム
- 『バッド・フォー・グッド』 - Bad For Good (1981年) ※旧邦題『楽園への翼』

## 手がけた主な楽曲
- ミートローフ : 「66%の誘惑」 - "Two Out of Three Ain't Bad" (1978年)
- ジム・スタインマン :  "Rock And Roll Dreams Come Through" (1981年)
- バリー・マニロウ : 「涙のラスト・レター」 - "Read 'em and Weap" (1981年)
- ボニー・タイラー : 「愛のかげり」 - "Total Eclipse of the Heart" (1983年)
- エア・サプライ : 「渚の誓い」 - "Makin' Love Out of Nothing at All" (1983年)
- ボニー・タイラー : 「ヒーロー」 - "Holding Out For A Hero" (1984年)
- ファイヤー・インク : 「今夜は青春」 - "Tonight is What It Means To Be Young" (1984年)
- バーブラ・ストライサンド : 「暗闇にひとり」 - "Left In The Dark" (1984年)
- ボーイゾーン : 「ノー・マター・ホワット」 - "No Matter What" (1996年)

## 舞台作品
- Whistle Down The Wind（作詞を担当） ※作曲：アンドルー・ロイド・ウェバー
- ダンス・オブ・ヴァンパイア - Tanz der Vampire（作曲を担当） ※作詞：ミヒャエル・クンツェ